# Сражение при Лериде
Сражение при Лериде (фр. Bataille de Lérida) — одно из сражений во время франко-испанской войны (1635—1659), произошедшее 7 октября 1642 года во время каталонского восстания. Объединенная франко-каталонская армия под командованием Филиппа де Ла Мот-Уданкура разгромила более многочисленные испанские войска маркиза де Леганеса, посланные для захвата города Лерида.

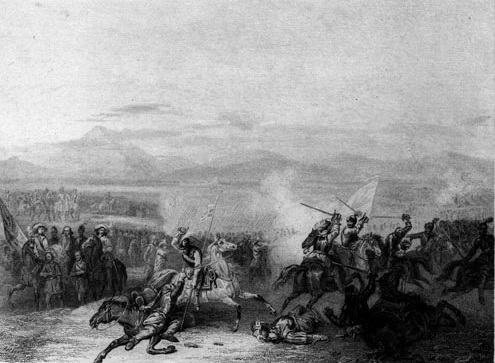
Сражение при Лериде

В январе 1641 года восставшие каталонцы, надеясь на помощь Франции, признали короля Людовика XIII новым сувереном Каталонии. Через несколько дней, 26 января 1641 года, при существенной помощи вошедшей в страну французской армии была одержана важная военная победа в битве при Монтжуике. Филипп IV Испанский, видя, что большая часть Каталонии находится в руках франко-каталонцев, решил начать наступление на восставшую провинцию. Когда летом 1642 года армия под командованием Филиппа де Ла Мот-Уданкура, французского военачальника в Каталонии, выдвинулась в Арагон, испанский маркиз де Леганеса собрал войска из Таррагоны и Сарагосы, всего 15 000 пехоты, 5 000 кавалерии, пушек, и начал наступление с целью вернуть важный город Лериду, который тогда удерживался французским гарнизоном. Узнав о движении испанской армии к Лериде, Уданкур повернул обратно и, пройдя через Лериду, 2 октября достиг Льяно-де-лас-Форкес, где расположил свою армию на высотах. Французская армия насчитывала около 13 000 человек.
Французская артиллерия начала сражение и эффективно обстреляла поле боя. В ответ перешла в атаку испанская пехота и кавалерия (4000 пехотинцев и 2000 кавалеристов) и разбила правое крыло французов. Была захвачена одна из трёхорудийных батарей. Благодаря резервам французы сумели восстановить позиции и атаковали своим левым крылом. Испанский командующий потерял управление войсками, и к вечеру дезорганизованные части испанцев бежали с поля боя.
Испанские войска потеряли 7000 человек убитыми и ранеными, франко-каталонцы — около 1000 человек и три орудия. После победы французская армия осадила Тортосу, но была вынуждена отступить из-за неблагоприятной стратегической ситуации.